# Anisozyga albifimbria
Anisozyga albifimbria är en fjärilsart som beskrevs av W. Warren 1903. Anisozyga albifimbria ingår i släktet Anisozyga och familjen mätare. Inga underarter finns listade i Catalogue of Life.